# Caradrina fulvocincta
Caradrina fulvocincta là một loài bướm đêm trong họ Noctuidae.